# Burgstall Hohenkuchen

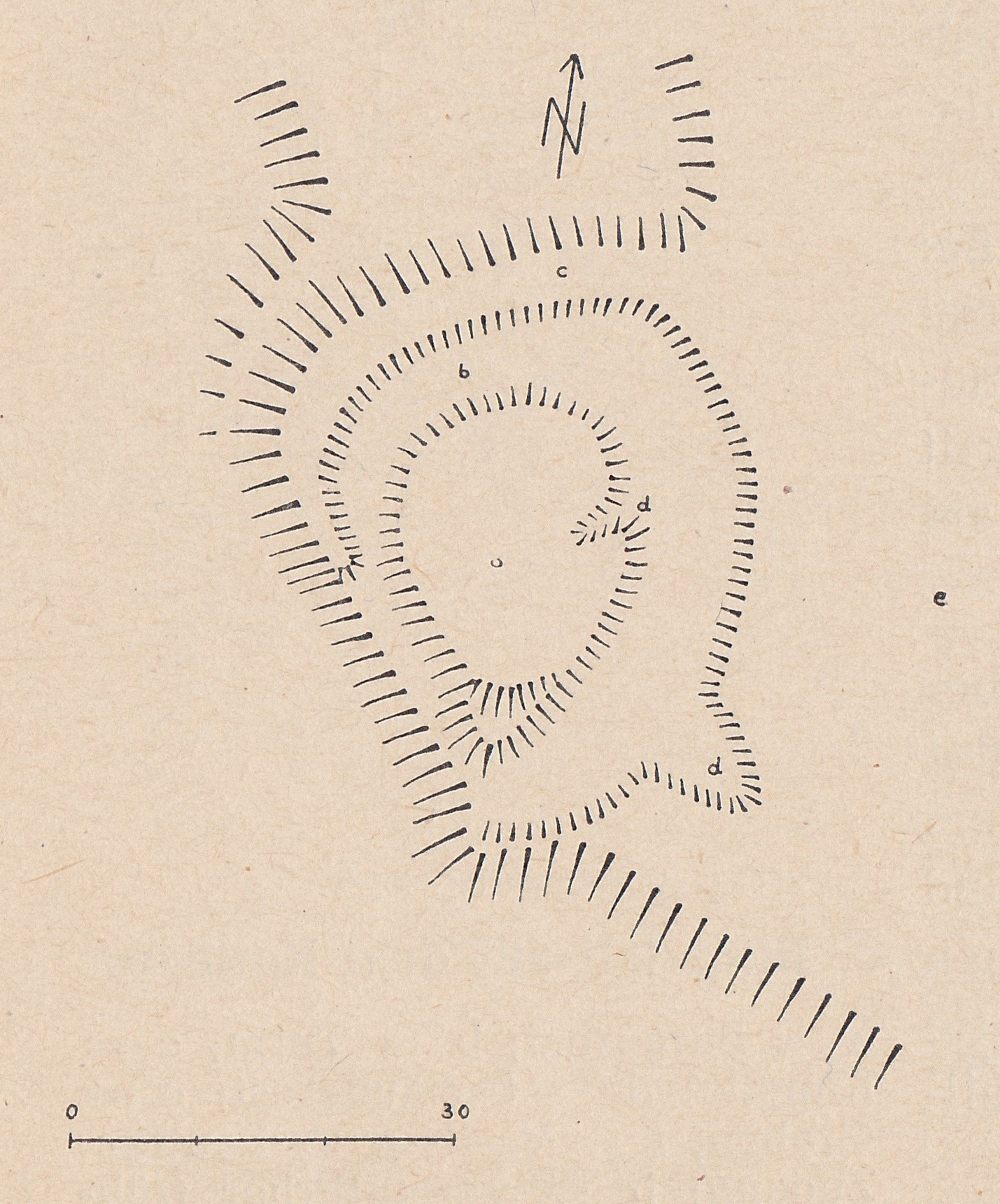
Skizze des Burgstalles von Hellmut Kunstmann. a = Burgareal, b = Graben, c = Wall, d = rezente Abgrabungen, e = angrenzende Hochfläche

Der Burgstall Hohenkuchen ist eine abgegangene Adelsburg, die über dem Ort Oberndorf, einem Gemeindeteil von Offenhausen, im mittelfränkischen Landkreis Nürnberger Land in Bayern, Deutschland liegt. Die Burg ist heute fast vollkommen abgegangen, nur noch sehr wenige Reste zeugen von ihr.

## Geographische Lage
Der Burgstall der Spornburg befindet sich im zentralen Bereich der Hersbrucker Alb, einem Teil der Frankenalb, an der Spitze eines Bergspornes in 539,4 m ü. NHN Höhe. Dieser Schlossberg genannte Sporn erstreckt sich von der Hochfläche auf der östlichen Seite aus nach Westen, nördlich und südlich wird er von je einem Klingental begrenzt, nach Westen fällt er etwa 130 Meter in das schon weite Hammerbachtal ab. Die Stelle der abgegangenen Burg liegt etwa 1100 Meter südöstlich der Ortsmitte von Kucha oder etwa 26 Kilometer östlich von Nürnberg.
In der Nähe befinden sich noch weitere ehemalige mittelalterliche Burgen, etwa 600 Meter westlich befand sich die ehemalige Turmhügelburg im Sauanger in dem Weiler Mittelhof, etwas weiter ein vermutlicher Burgstall auf dem Keilberg im Bereich der Ottmar-Ottilienkapelle. Weitere Turmhügel befinden sich bei der nahen Einöde Birkensee, und in Egensbach.

## Geschichte der Burg
Nach Keramikfunden, die der Nürnberger Burgenforscher Hellmut Kunstmann um das Jahr 1955 datierte, könnte die Burg Hohenkuchen bereits in der zweiten Hälfte des 11. Jahrhunderts oder Anfang des 12. Jahrhunderts gegründet worden sein. 
Erstmals urkundlich erwähnt wurde die Burg Hohenkuchen im Jahr 1245, in dieser Urkunde nannte sich der Ministeriale Heinrich Ros nach der Burg. Der Burgenname leitet sich von den nahen Ortschaften Kucha und Oberndorf ab, die bis in die frühe Neuzeit noch Niedernkuchen und Oberkuchen genannt wurden. Die letzte bekannte Erwähnung der Burg fand 1264 statt, als Heinrich ein Gut zu Peuerling vom Nürnberger Burggrafen kaufte, und sich dabei wiederum nach Hohenkuchen nannte. Die Ministerialen von Hohenkuchen gehörten zur Dienstmannschaft des Reichsministerialen Ulrich II. von Königstein, der auf der nahen Burg Reicheneck saß. Die Ministerialen der Königsteiner waren verstärkt im Hammerbachtal ansässig, so auch auf den Turmhügelburgen bei Birkensee und Egensbach.
Ab der Mitte des 13. Jahrhunderts wanderten Mitglieder der Familie Ros nach Nürnberg aus, und betätigten sich dort unternehmerisch, sie wurden dort ab 1251 häufig urkundlich erwähnt. 
Die letzte Nennung der Familie Ros erfolgte 1307, sie starb wohl im frühen 14. Jahrhundert aus. 
Burg Hohenkuchen wurde in der Zeit nach 1264, vielleicht noch während des 13. Jahrhunderts aufgegeben.
Heute ist die Stelle der abgegangenen Burg dicht mit Wald bedeckt, erhalten hat sich nur der Burggraben. Der jederzeit frei zugängliche Burgstall ist von der Ortsverbindungsstraße Kucha–Dippersricht, die im südlichen Klingental herauf geführt wurde, leicht zu erreichen. 
Das vom Bayerischen Landesamt für Denkmalpflege als „Mittelalterlicher Burgstall“ erfasste Bodendenkmal trägt die Denkmalnummer D-5-6534-0110.

## Beschreibung
Die ehemalige Höhenburg befindet sich an der Spitze des Schlossberges, der nach drei Seiten steil zu Tal abfällt. Nur die Ostseite geht leicht erhöht in die Hochfläche über, so dass hier zum Schutz ein Halsgraben angelegt werden musste. Dieser Graben ist heute noch maximal zwei Meter tief und etwa zwölf Meter breit und zieht sich etwa zu zwei Drittel um die ovale Burgfläche. An der Nordseite wird der Graben von einem noch bis zu 1,8 Meter hohen Außenwall begleitet.
Die Fläche der einteiligen Spornburg ist von ovaler Form und hat einen Durchmesser von etwa 21 mal 15 Meter. Auf der turmhügelartigen Burgstelle befand sich wohl eine kleinere Turmburg. 
Mulden und Abgrabungen im Bereich des Burgstalls und des Grabens gehen wohl auf Steinbrucharbeiten oder auf Raubgrabungen zurück, Mauerreste sind nicht mehr zu sehen.